# علي أباد (ماجين)
علي أباد (بالفارسية: علی‌آباد) هي مستوطنة تقع في إيران في قسم ماجين الريفي. يقدر عدد سكانها بـ 57 نسمة .